# La Serviette des poètes
La Serviette des poètes (Het servet van de dichters) is een kort verhaal van Guillaume Apollinaire, gepubliceerd in 1910 in de verhalenbundel L'Hérésiarque et Cie en eerder in Messidor op 21 september 1907 verschenen.
Volgens Fernande Olivier, de geliefde van Pablo Picasso, heeft zij ooit in het gezelschap van Apollinaire bij de maaltijd uit nood voorgesteld om gezamenlijk één servet te gebruiken en dit zou de inspiratie zijn geweest voor dit verhaal.

## Verhaal
Vier dichters delen bij het eten steevast een servet dat zij nooit wassen. Nadat een van hen tuberculose oploopt sterven ze snel alle vier. De nabestaanden ontdekken tot hun verrassing dat de beeltenissen van de vier dichters, net als bij de heilige Veronica,  op bovennatuurlijke wijze verschijnen in de stof van het servet.